# Giampiero Gloder
Giampiero Gloder (n. 15 mai 1958, Asiago, Veneto, Italia) este un cleric italian, arhiepiscop romano-catolic și diplomat al Sfântului Scaun.

## Biografie
Giampiero Gloder a fost hirotonit preot în data de 21 mai 1983. După ce s-a alăturat serviciului diplomatic al Sfântului Scaun, a fost, printre altele, secretar al nunțiaturii din Guatemala.
Papa Francisc l-a numit arhiepiscop și președinte al Academiei Diplomatice Pontificale pe 21 septembrie 2013. Papa l-a hirotonit personal episcop la 24 octombrie 2013. A fost prima hirotonire episcopală efectuată de papa Francisc după alegerea sa.
Pe 11 octombrie 2019 papa Francisc l-a numit nunțiu apostolic în Cuba. 
La 23 februarie 2024 papa Francisc l-a numit nunțiu apostolic în România și Republica Moldova.